# Comment Yukong deplaça les Montagnes
Comment Yukong déplaça les montagnes (Nederlands: Hoe Yukong de bergen verzette) is een Franse documentaire uit 1976 over de laatste dagen van de Culturele Revolutie. Met een speelduur van 763 min behoort hij tot de langste films ooit.

## Achtergrond
Documentairemaker Joris Ivens en zijn vrouw Marceline Loridan trokken op uitnodiging van premier Zhou Enlai van 1972 tot 1974 door het maoïstische China, waar ze de nadagen van de culturele omwenteling vastlegden. Na kritiek van Mao's vrouw Jiang Qing moesten ze het land verlaten.
Het tweetal filmde met een Chinese filmploeg het dagelijks leven van verschillende sociale klassen en instituten in onder meer een vissersdorp, het circus en de opera van Peking en een apotheek in Shanghai. Van het materiaal dat zij verzamelden maakten zij twaalf korte films, die werden samengevoegd tot één documentaire van 763 minuten. De titel van de documentaire is gebaseerd op een Chinese legende.
In 1976 ging de film in Parijs in vier theaters tegelijkertijd in première. De reacties waren wereldwijd positief. De documentaire gaf velen een eerste blik op het China van Mao.

## De nasleep
Tien jaar later blijkt dat alle spontane ontmoetingen in de film door de Chinese regering in scène zijn gezet. Men wilde daarmee Ivens een positief beeld van de Culturele Revolutie voorspiegelen. Zijn gebrek aan kennis van de Chinese taal speelde daarbij mede een rol. Als overtuigd communist wilde hij het ook geloven.
Ivens was bij het uitkomen van deze feiten daarover zo verbolgen dat hij in 1985 verdere vertoning van de film heeft verboden.

## Inhoud
1. Autour de pétrole / De olievelden (84 minuten)
2. La pharmacie / De drogisterij (79 minuten)
3. L'usine de générateurs / De generatorenfabriek (131 minuten)
4. Une femme, une famille / Een vrouw, een gezin (110 minuten)
5. Le village de pêcheurs / Het vissersdorp (104 minuten)
6. Une caserne / Een kazerne (56 minuten)
7. Impressions d’une ville: Shanghai / Impressies van een stad: Shanghai (60 minuten)
8. Une histoire de ballon - Lycée n°31 Pékin / De geschiedenis van een voetbal (19 minuten)
9. Professeur Tsien / Professor Tsien (12 minuten)
10. Une répétition à l’opéra de Pékin / Repetitie in de Opera van Peking (30 minuten)
11. Entraînement au cirque de Pékin / Training in het circus van Peking (18 minuten)
12. Les Artisans / De arbeiders (15 minuten)